# Rosemary Forsyth
Rosemary Forsyth, född 6 juli 1943 i Montréal, är en kanadensisk skådespelerska.

## Filmografi (filmer som haft svensk premiär)
- 1964 - De grymma och de tappra - Bronwyn
- 1965 - 7 tappra män - Jennie
- 1966 - Rödskinn och råskinn i Texas - Phoebe Ann Naylor
- 1969 - Den som gräver en grop - Harrit Vaughn
- 1970 - Jag älskar dig på hundra skilda sätt - Marion Waltz
- 1978 - Fångade i djupet - Vickie
- 1988 - Den hemliga vänskapen
- 1994 - Skamgrepp - Stephanie Kaplan
- 1995 - Det sista sveket - domaren
- 1996 - Daylight - Ms. London
- 1998 - Girl - Andreas mamma
- 2001 - Ghosts of Mars - inkvisitor

## Medverkan i TV-serier (urval)
- Santa Barbara - Dominic, 32 avsnitt
- Dallas - Ann McFadden, 3 avsnitt
- General Hospital - Dr. James, okänt antal avsnitt
- Chicago Hope - Dr. Edith Strauss, 2 avsnitt
- Ally McBeal - domare Graves, 1 avsnitt
- Cityakuten - Judy, 1 avsnitt
- Boston Public - domare Toft, 1 avsnitt
- På spaning i New York - Felicia Heilbrenner, 1 avsnitt
- Brottskod: Försvunnen - Martha Scoggins, 2 avsnitt